# Upplands runinskrifter 838
Upplands runinskrifter 838 är en runinskrift vid Ryda kungsgård, Nysätra socken i Enköpings kommun.

## Inskriften
Translitterering av runraden:
þufr · auk · þorfatr · þair · litu ' raisa ' stan · at · þorborn · faþur · sen · koþan ·· hir maa ' stanta ' stain ' ner ' brautu ' auk ' (k)ilauk ' riþ · kirua ' merki ' [at] (b)(o)a--- · sen :
Normalisering till runsvenska:
Þolfʀ(?)/Þøfʀ(?) ok Þorfastr þæiʀ letu ræisa stæin at Þorbiorn, faður sinn goðan. Her mun standa stæinn næʀ brautu ok Gillaug reð gærva mærki at boa[nda] sinn.
Översättning till nusvenska:
Tolkning: Tolv(?) och Torfast de läto resa stenen efter Torbjörn, sin gode fader. Här skall stånda stenen vid vägen. Och Gillög lät göra minnesmärket efter sin man.

## Beskrivning
Runstenen är av ljus granit. Den är 2,65 m hög, 1,95 m bred nedtill och 0,8 m bred upptill. 0,1-0,5 m tjock. Avsmalnande uppåt med avrundad topp. Runhöjden är 7-10 cm. 
Gillaug är ett i uppländska runinskrifter mycket vanligt kvinnonamn.
Enligt Caspar Cohl fanns stenen vid byn i gärdet. I Ransakningarna 1667—84 meddelas "på Ryda gårds ägor, finns två runesteenar". Richard Dybeck kan meddela i sin reseberättelsen för år 1862 att "den märkvärdige och länge omtvistade Nysätrastenen är under senaste höst flyttad från sin förra olämpliga plats, samt rest på en högländ backe."
Det har tolkats som att hela inskriften är på vers, att två av raderna har inskjutits beror troligen inte endast på en poetisk ingivelse hos ristaren. De båda raderna borde ha uppgiften att omtala, att sönerna och hustrun också hade låtit bygga väg. På den andra Rydastenen (U 839) omtalas ett brobygge.
I Svenska runristare (1925) gör Erik Brate inget försök att hänföra U 838 till en bestämd ristare. Det kan emellertid knappast råda någon tvekan om att ristningen har utförts av Balle. Den växlande skrivningen stan och stain förekommer i ett par av Balle signerade ristningar, till exempel U 729 och U 829.

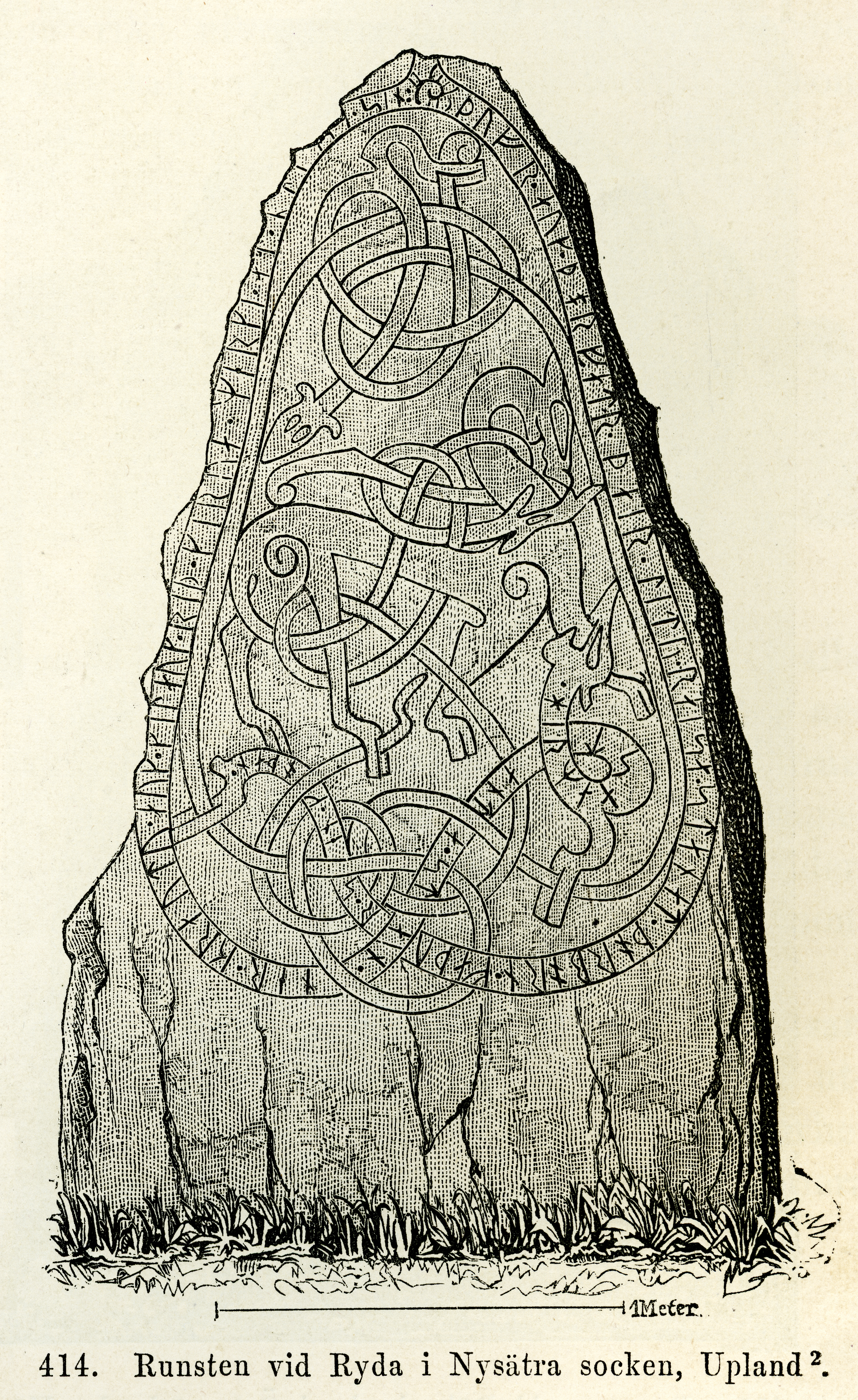
Runsten vid Ryda, Nysätra sn, Uppland (Montelius 1877)